# Expositurkirche Hinterriß

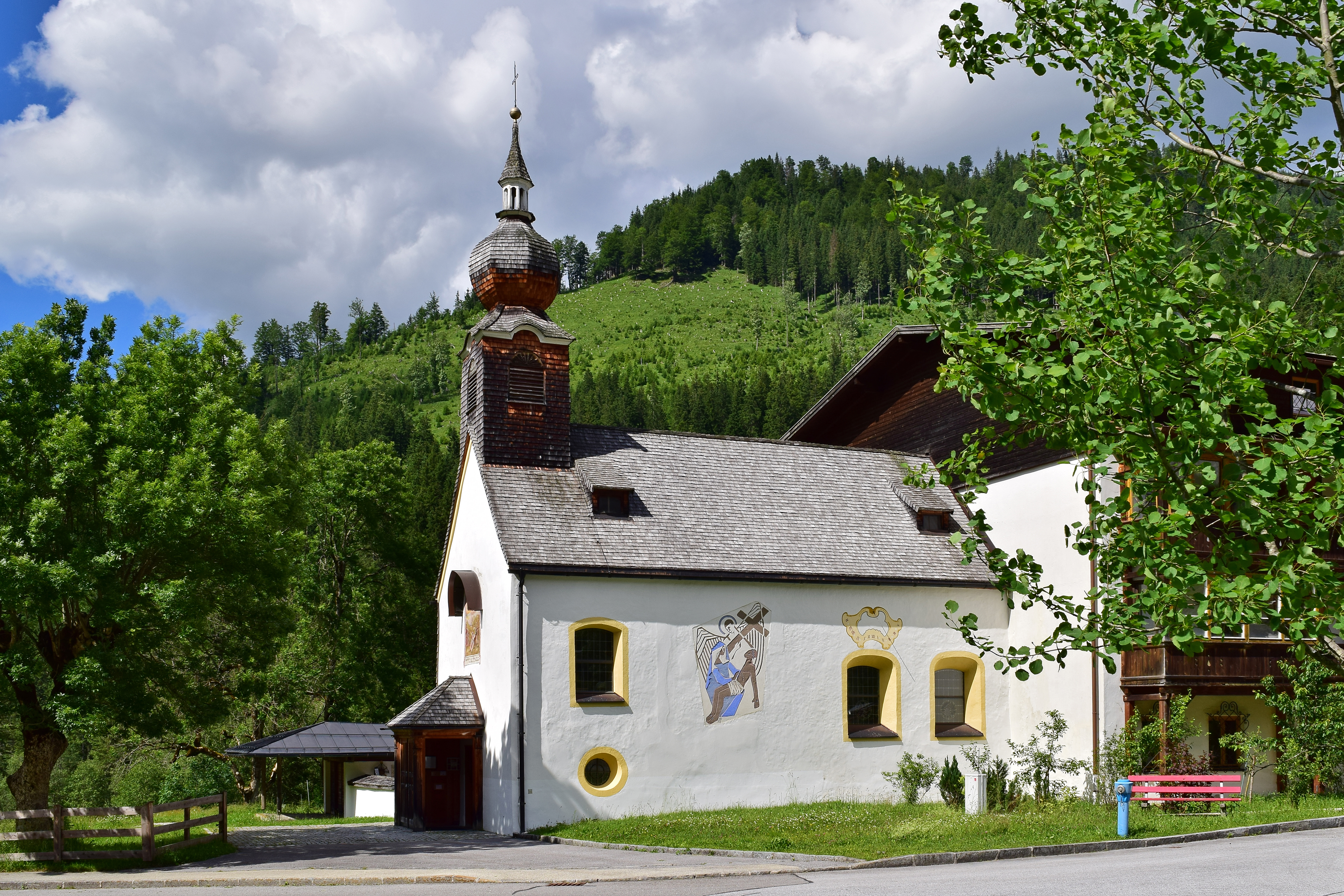
Katholische Expositurkirche Mariä Heimsuchung in Hinterriß

Langhaus, Blick zum Chor

Langhaus, Blick zur Orgelempore

Die römisch-katholische Expositurkirche Hinterriß steht in der Ortschaft Hinterriß in der Marktgemeinde Vomp im Bezirk Schwaz im Bundesland Tirol. Die dem Patrozinium Mariä Heimsuchung unterstellte Kirche gehört zum Dekanat Fügen-Jenbach in der Diözese Innsbruck. Die Kirche und der Friedhof stehen unter Denkmalschutz (Listeneintrag).

## Geschichte
Seit dem 16. Jahrhundert wurde im Rißtal Eisenerz abgebaut und verhüttet. Die Bergleute errichteten eine kleine Kapelle „Maria auf der Schmelz“, die mit der Zeit zum Ziel einer regen Wallfahrt, insbesondere aus dem bayrischen Raum, wurde. Die heutige Kirche wurde von 1754 bis 1759 erbaut und 1840 verlängert. Das Fassadentürmchen wurde 1844 aufgesetzt.
Die Expositur Hinterriß gehörte bis 1822 zur Diözese Freising und kam erst dann zur Diözese Brixen. Die Seelsorge in dem abgelegenen und im Winter fast verlassenen Ort war schwierig, daher betraute das Brixner Ordinariat 1823 Franziskaner aus Schwaz mit der Aushilfe. 1831 übernahm die Tiroler Franziskanerprovinz die Expositur als Seelsorgeposten, der dem Schwazer Kloster unterstellt und mit zwei Patres und einem Laienbruder besetzt war. Insbesondere aus finanziellen Gründen gaben die Franziskaner das Klösterlein 1891 auf. Heute ist die Expositur Teil des Seelsorgeraums Achental.

## Architektur
Der barocke Saalraum mit einem dachreiterartigen Fassadenturm ist von einem Friedhof umgeben. Die Kirche ist baulich mit dem Kuratenhaus verbunden. Das Fassadenfresko von Josef Haun zeigt Maria als Schützerin von Hinterriß.
Das Kircheninnere besteht aus einem dreijochigen Langhaus und einem quadratischen Chor. Die Stuckatur und das Fresko Mariä Heimsuchung schuf der Maler Josef Haun 1933.

## Einrichtung
Den neuromanischen Hochaltar und die Seitenaltäre schufen Abbrederis und Pater Josef Friedl 1856. Der Hochaltar zeigt das geschnitzte Gnadenbild Maria mit Kind aus dem 17. Jahrhundert und trägt die Statuen der Heiligen Isidor und Notburga des Bildschnitzers Engelbert Westreicher von 1857. Die Seitenaltarbilder der Heiligen Antonius von Padua und Johannes der Täufer malte Kaspar Jehle 1857. Die Kanzel entstand 1857.